# 갈색왜성 사막
갈색 왜성 사막은 쌍성계 내 구성원 중 하나가 갈색 왜성일 경우, 밝은 주성(主星)으로부터 일정 거리 내에는 갈색 왜성이 존재하지 않는데, 이 일정 거리를 뜻하는 말이다. 보통 태양과 비슷한 질량을 갖는 항성 주위에서는 그 크기가 5AU 정도이다.
이는 갈색 왜성이 동반성으로서 밝은 주성과 동시에 태어날 때, 주성으로부터 일정 거리 이하 위치에서 태어나면 더 큰 별의 중력 때문에 주성에게 먹혀 버리기 때문이다.
최근 매우 작은 질량의 갈색 왜성 둘로 이루어진 쌍성계가 존재함이 밝혀짐으로써, 주성으로부터 가까운 곳에도 갈색 왜성이 태어날 수 있음이 증명되었다. 하지만 이 경우에도 주성의 질량은 여전히 작다는 점에서 아직도 논쟁의 대상이다. 갈색 왜성 사막 이론은 주성이 갈색 왜성에 비해 월등히 질량이 큰 경우를 가리키기 때문이다.

## 같이 보기
- 초고온해왕성